# Anusha Alikhan
Anusha Alikhan (nacido el 1 de diciembre de 1976) es la Vicepresidenta de comunicaciones de la Fundación Wikimedia. Se incorporó a la Fundación Wikimedia en julio de 2019. Desde octubre de 2007 hasta abril de 2011, Anusha se desempeñó como oficial de comunicaciones con las Naciones Unidas en Nueva York contribuyendo al avance de las iniciativas de mantenimiento de la paz global, así como como consultora de comunicaciones con el Fondo de Población de las Naciones Unidas (UNFPA).

## Primeros años y carrera
Anusha obtuvo una maestría en periodismo de la Universidad de Nueva York en 2007, una licenciatura en derecho de la Universidad de Queen en Ontario en 2002 y una licenciatura con honores en artes de la Universidad de Toronto en 1999. Durante 2002 a 2007, Anusha ejerció el derecho laboral y de derechos humanos en su ciudad natal de Toronto, Canadá. Ella tiene su sede en Miami.
Desde septiembre de 2011 hasta abril de 2012, fue gerente de marketing de la National Parkinson Foundation, donde desarrolló campañas de conciencia de marca y estrategias promocionales que ayudaron a aumentar el impacto en la comunidad y los resultados del programa. De mayo de 2013 a julio de 2019, fue directora de comunicaciones de la Fundación Knight, donde trabajó en las áreas de enfoque de la fundación (periodismo, comunidades, artes, aprendizaje) como socia de pensamiento y desarrolladora de estrategias. Desde septiembre de 2020, Anusha forma parte de la junta directiva de The Communications Network y Awesome Foundation Miami y es miembro del grupo de trabajo de Communications Network para la diversidad, la equidad y la inclusión.